# Коген Эррера, Авраам
Авраам Коген де Эррера (исп. Abraham Cohen de Herrera), при рождении Алонзо де Геррера (Алонсо Нуньес де Эррера; Alonso Núñez de Herrera; 1570(?), Флоренция — 1635) — религиозный философ и каббалист, автор каббалистических трудов «Puerta del Cielo» («Небесные врата») и «Casa de Dios» («Божий дом»).

## Биография
Родился во Флоренции в богатой марранской семье, которая покинула Испанию в 1492 году. Либо его отец, либо дед был раввином в Кордове.
Жил во Флоренции, Дубровнике. В 1596 году, находясь в Кадисе, попал в плен во время набега англичан. Был освобождён в 1600 году, затем жил в Амстердаме, где открыто исповедовал еврейскую религию и принял имя «Авраам».
Израиль Сарук, приверженец Лурии, познакомил его с каббалой; в своих каббалистических сочинениях Эррера ссылался на него как на своего учителя. Эррера знал Платона и его более поздних последователей, из которых отдавал преимущество итальянскому философу и теологу Марсилио Фичино. Принципы лурианской школы он совместил с неоплатоническими идеями, что не помешало ему стать для новейших историков философии руководителем при изучении ими каббалы.
Сочинения Эрреры на испанском языке, оставшиеся в рукописях «Puerta del Cielo» («Небесные врата») и «Casa de Dios» («Божий дом»), были по желанию автора, оставившего для этого значительную сумму, переведены на еврейский язык хахамом Исааком де Фонсека Абоабом (Амстердам, 1655); части этих сочинений перевёл на латинский язык барон фон Розенрот для своего труда «Kabbala denudata».

### «Небесные врата»
Главная работа Эрреры — «Puerta del cielo» («Врата небес»; «Небесные врата») — написана на испанском языке. Её цель — примирение современной ему каббалы с платонизмом и неоплатонизмом, герметизмом или гностицизмом эпохи Возрождения и христианской теологией. Эта книга на протяжении нескольких веков вызывала враждебность и непонимание со стороны некоторых иудейских и христианских богословов.
Эррера в своей синкретической интерпретации лурианской каббалы основное внимание уделял учению об Эйн Софе как Создателе вселенной, тайне творения, философской проблеме отношения между Единым и многим. Эйн Соф — это бесконечность во всех смыслах, говорил Эррера: бесконечное добро, непрерывное присутствие, неограниченная власть и, на схоластическом языке, — беспредельная активная потенция. Эйн Соф существовал раньше всех вещей. Он ab aeterno абсолютно достаточен в себе и для себя; он не ощущает необходимости в чём-то другом, которое бы его дополняло или совершенствовало. Он — бесконечное благо и абсолютное добро, как платоническое Прекрасное. Он — источник и начало всего, поскольку сохраняет и защищает всё своей волей. На него не влияет никакая необходимость, продиктованная извне его самого. Он — бесконечное знание и беспредельная власть, обладающие абсолютным совершенством.
Спиноза изучал «Puerta del cielo» в переводе на иврит. Через латинский перевод «Puerta del cielo», вошедший в «Kabbala denudata», представление о каббале получили такие видные философы, как Генри Мор и другие последователи платонической школы в Кембридже, Лейбниц, Дж. Локк, Исаак Ньютон, Якоб Брукер (автор первой общей истории философии, изданной на немецком языке), Д. Тидеманн, Гегель и Шеллинг. Так из относительно неизвестного каббалиста Эррера превратился в своего рода рупор лурианского мистицизма для Европы и всего мира.